# Pont-à-Celles
Pont-à-Celles ist eine Gemeinde in der Provinz Hennegau im wallonischen Teil Belgiens.

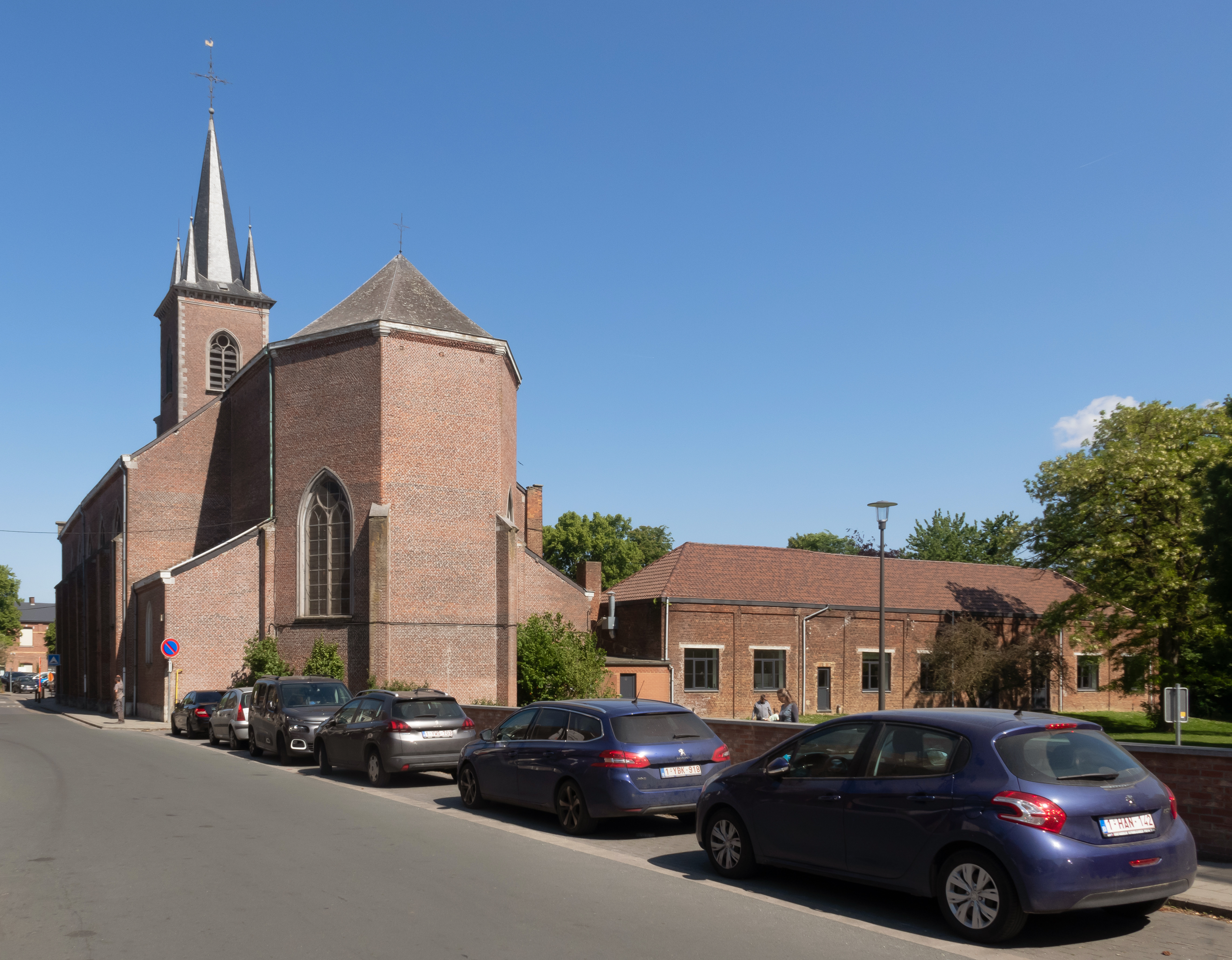
Kirche: l'église Saint-Jean-Baptiste

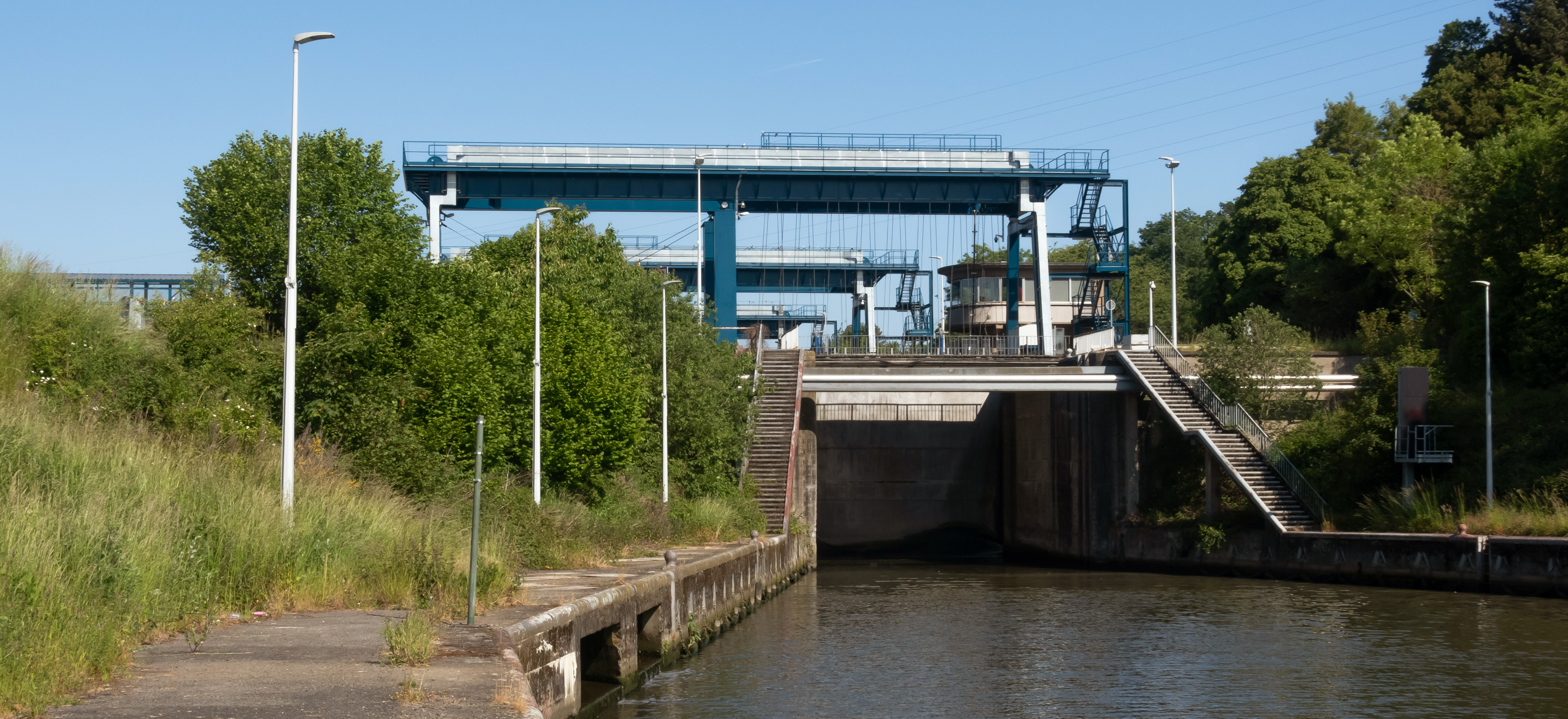
Zwischen Viesville und Luttre, Schleuse: l'écluse de Viesville

Die Gemeinde besteht aus den Ortschaften Pont-à-Celles, Buzet, Liberchies, Luttre, Obaix, Thiméon und Viesville.

## Söhne und Töchter der Gemeinde
- Django Reinhardt (* 1910 in Liberchies; † 1953), Gitarrist, Komponist, Bandleader